# Свибло
Свибло (рус. Свибло) слатководно је језеро ледничког порекла смештено у источном делу Себешког рејона на југозападу Псковске области у Русији. Језеро се налази у басену реке Великаје (односно у басену реке Нарве и Балтичког мора) са којим је повезано преко своје једине отоке, речице Свибљанке.
Акваторија језера обухвата површину од око 13,5 км². Максимална дубина језера је до 11 метара, односно просечна од око 3,5 метра.